# Prostituição de rua
Prostituição de rua é uma forma de prostituição na qual uma prostituta solicita clientes de um local público, mais comumente uma rua, enquanto espera em quinas ou caminhando ao lado dela, mas também em outros locais públicos, como parques, bancos etc. A prostituta de rua geralmente se veste de forma provocante. O ato sexual pode ser realizado no carro do cliente, em uma localização de rua próxima e isolada, ou na residência da prostituta ou em um quarto alugado de motel.

## Legalidade
A prostituição de rua é frequentemente ilegal, mesmo em jurisdições que permitem outras formas de prostituição.
Estima-se que apenas 10–20 por cento das trabalhadoras do sexo atuem nas ruas; contudo, estima-se também que 90 por cento das prisões de prostitutas sejam de trabalhadoras de rua.
Em algumas jurisdições onde a própria prostituição é legal, como no Reino Unido, a prostituição de rua foi tornada ilegal.
Algumas jurisdições também proíbem o kerb crawling, ato de dirigir lentamente com a intenção de obter os serviços de uma prostituta.
Na Austrália, em New South Wales é legal solicitar nas ruas, exceto em algumas áreas (como próximo a escolas). Os outros estados e territórios australianos proíbem a solicitação de rua, embora algumas dessas jurisdições permitam bordéis licenciados.
A prostituição de rua é legal na Nova Zelândia. Na Alemanha também é permitida, mas as cidades podem restringi-la a determinadas áreas ou horários (as regulamentações variam amplamente de lugar para lugar).
Nos Estados Unidos, a prostituição de rua é ilegal em todos os 50 estados; 49 dos estados proíbem todas as formas de prostituição. Nevada permite bordéis licenciados, mas apenas em algumas áreas rurais, não nas grandes áreas metropolitanas (apenas oito condados possuem bordéis ativos e a prostituição fora desses bordéis é ilegal em todo o estado).
Em quatro cidades nos Países Baixos, uma zona especial (tippelzone) é designada para a prostituição de rua legal. A zona geralmente está localizada em um business park para evitar inconvenientes aos residentes e pode incluir um sex drive-in (afwerkplek). Em grande parte das zonas, as prostitutas necessitam de uma licence.

## Riscos e pesquisas
As prostitutas de rua são extremamente vulneráveis a agressões físicas e sexuais, bem como a assaltos por clientes e pimp.
A Organização Mundial da Saúde relatou que um estudo em Bangladesh constatou que entre 50% e 60% das prostitutas de rua haviam sido estupradas por homens de farda, e entre 40% e 50% haviam sido estupradas por clientes locais.
O estudo de Melissa Farley com 854 prostitutas em nove países—Canadá, Colômbia, Alemanha, México, África do Sul, Tailândia, Turquia, Estados Unidos e Zâmbia—concluiu que 95% das prostitutas haviam sido agredidas fisicamente e 75% haviam sido estupradas. 89% das mulheres entrevistadas afirmaram que desejavam deixar a prostituição. Entretanto, a metodologia e a neutralidade dos estudos de Farley foram criticadas por outros acadêmicos, como Ronald Weitzer. Weitzer também afirmou que os achados de Farley são fortemente influenciados pela ideologia feminista radical.
Em um estudo de 2008 sobre prostitutas de rua em Chicago, EUA, os economistas Steven D. Levitt e Sudhir Alladi Venkatesh constataram que mulheres que trabalham sem cafetões ganham, em média, cerca de US$25 por hora, enquanto aquelas que trabalham com cafetões recebem 50% a mais. Esse valor equivale aproximadamente a quatro vezes o salário de outros empregos disponíveis para elas. As prostitutas são presas uma vez a cada 450 encontros, e a cada décima prisão resulta em tempo de detenção.
Em 2004, um estudo no Reino Unido mostrou que até 95% das mulheres na prostituição de rua eram usuárias problemáticas de drogas, incluindo cerca de 78% usuárias de heroína e um número crescente de viciadas em crack cocaine.

## Impacto da COVID-19
Durante a pandemia de COVID-19, profissões que envolvem contato físico (incluindo a prostituição, entre outras) foram proibidas (temporariamente) em alguns países. Isso resultou numa redução local da prostituição.

## Terminologia moderna
Nos últimos anos, houve um movimento para redefinir a forma como se fala sobre prostituição. Em vez de "prostituição", os termos "trabalho sexual" e "trabalhador sexual" passaram a ser os mais preferidos. Esse movimento teve início no final dos anos 1970 e ainda está em curso. O trabalho sexual não está especificamente associado à prostituição, mas sim a qualquer tipo de trabalho de natureza sexual.

## Links externos
- Prostituição de rua Arquivado em 2003-11-29 no Wayback Machine por Michael S. Scott, US DOJ Problem-Oriented Guides for Police Series, No. 2 (PDF)